# ژان-باتیست دبره
ژان-باتیست دِبره (به فرانسوی: Jean-Baptiste Debret)، (زاده ۱۸ آوریل ۱۷۶۸ – درگذشته ۲۸ ژوئن ۱۸۴۸) نقاش فرانسوی است که تصاویر چاپ‌سنگی زیاد و باارزشی از برزیلی‌ها تهیه کرد.

## زندگی‌نامه
دبره در فرهنگستان هنرهای زیبای فرانسه درس خواند، در آنجا شاگرد ژاک لویی داوید (۱۷۴۸–۱۸۲۵) بود و به او کارهایش را شرح می‌داد. در دهه ۱۷۸۰ همراه استادش به رم رفت. شروع کارش در سال ۱۷۹۸ و از سالن (پاریس) بود و در آنجا دومین جایزه‌اش را به دست آورد.
او در مارس ۱۸۱۶ به عنوان عضوی از به اصطلاح ماموریت هنری فرانسه به برزیل سفر کرد. آنها گروهی از هنرمندان و صنعتگران طرفدار بناپارت بودند که ملزم به آفرینش هنری و صنایع دستی در ریودوژانیرو شده بودند گروه تحت نظر جان ششم پرتغال و کنت د بارسا قرار داشتند که بعدها تحت نظر پدروی یکم برزیل رئیس آکادمی هنرهای زیبا شد.

## نگارخانه

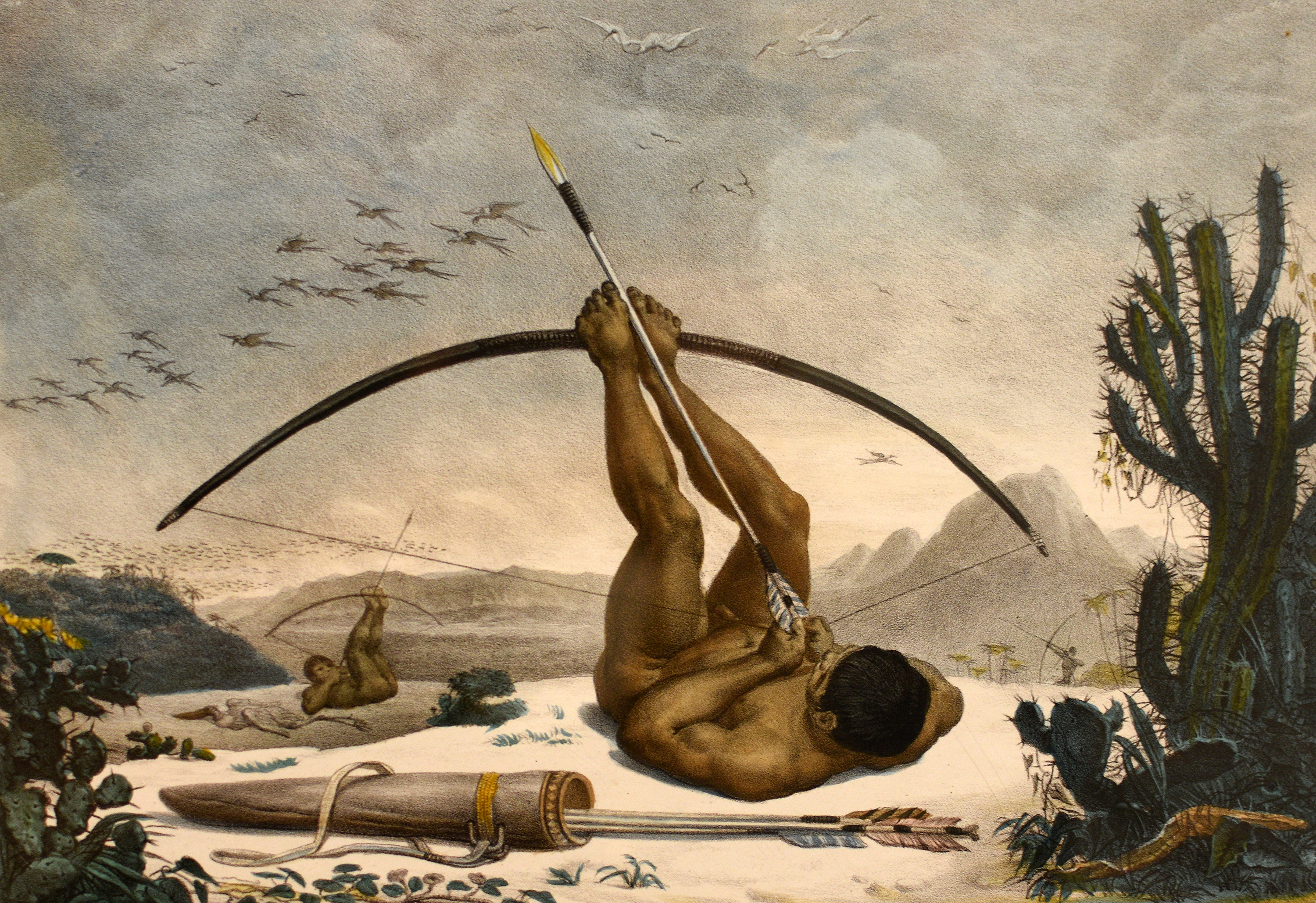
کابوکو
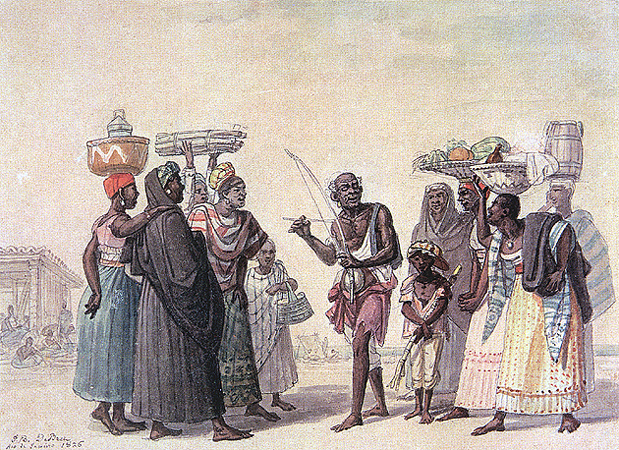
Uruncungo Player
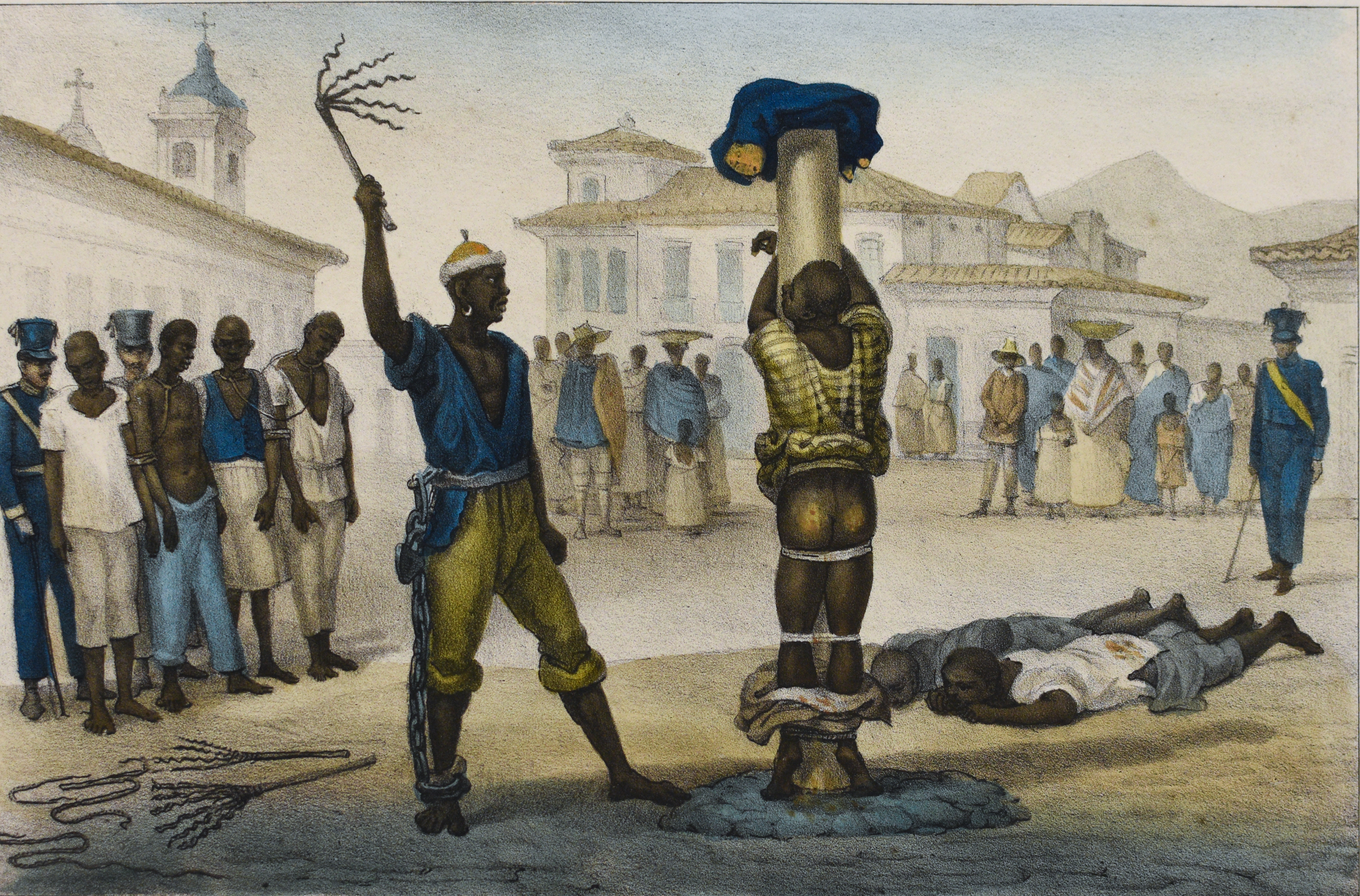
اجرای مجازات شلاق
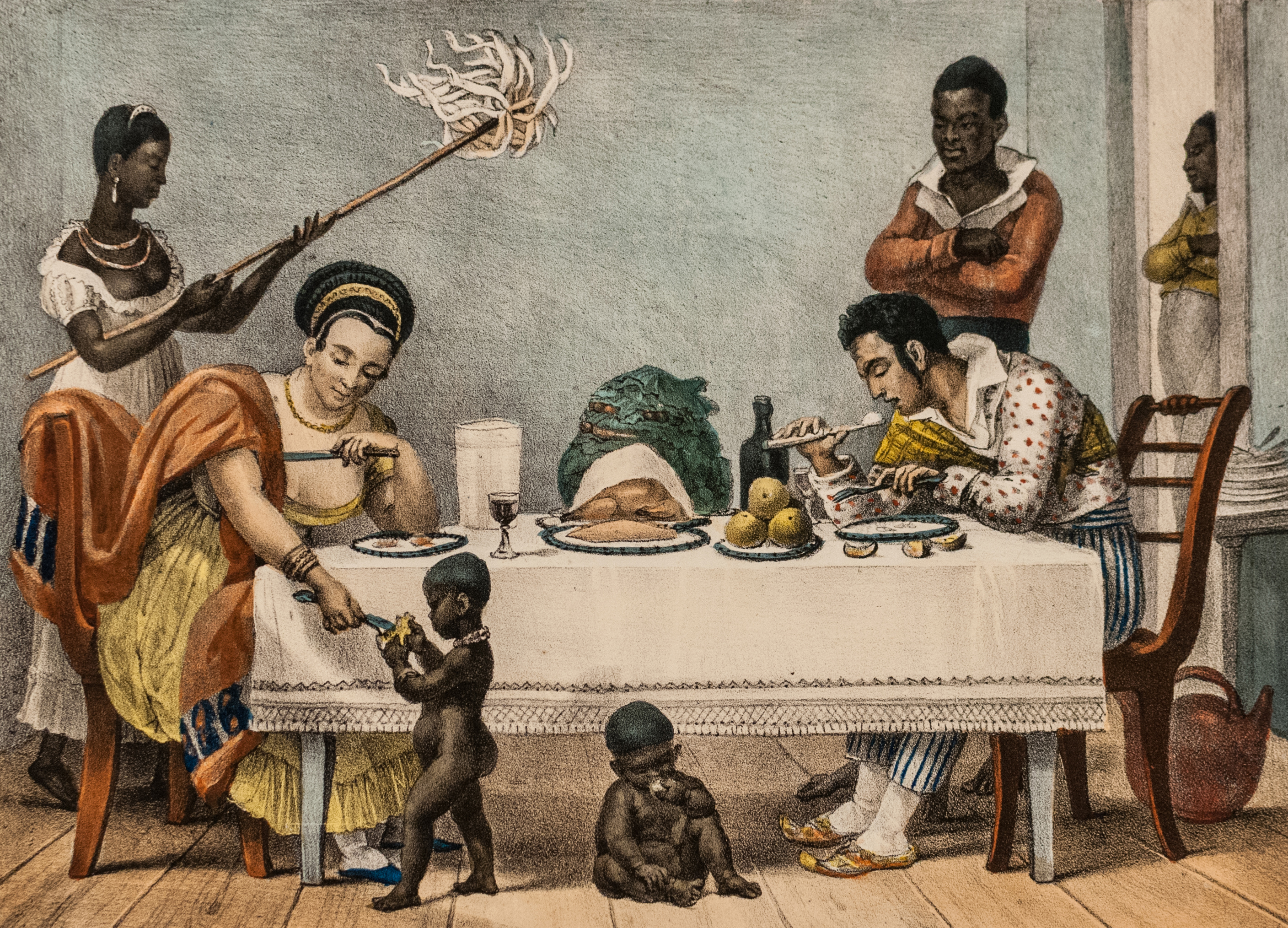
بر سَر میز شام
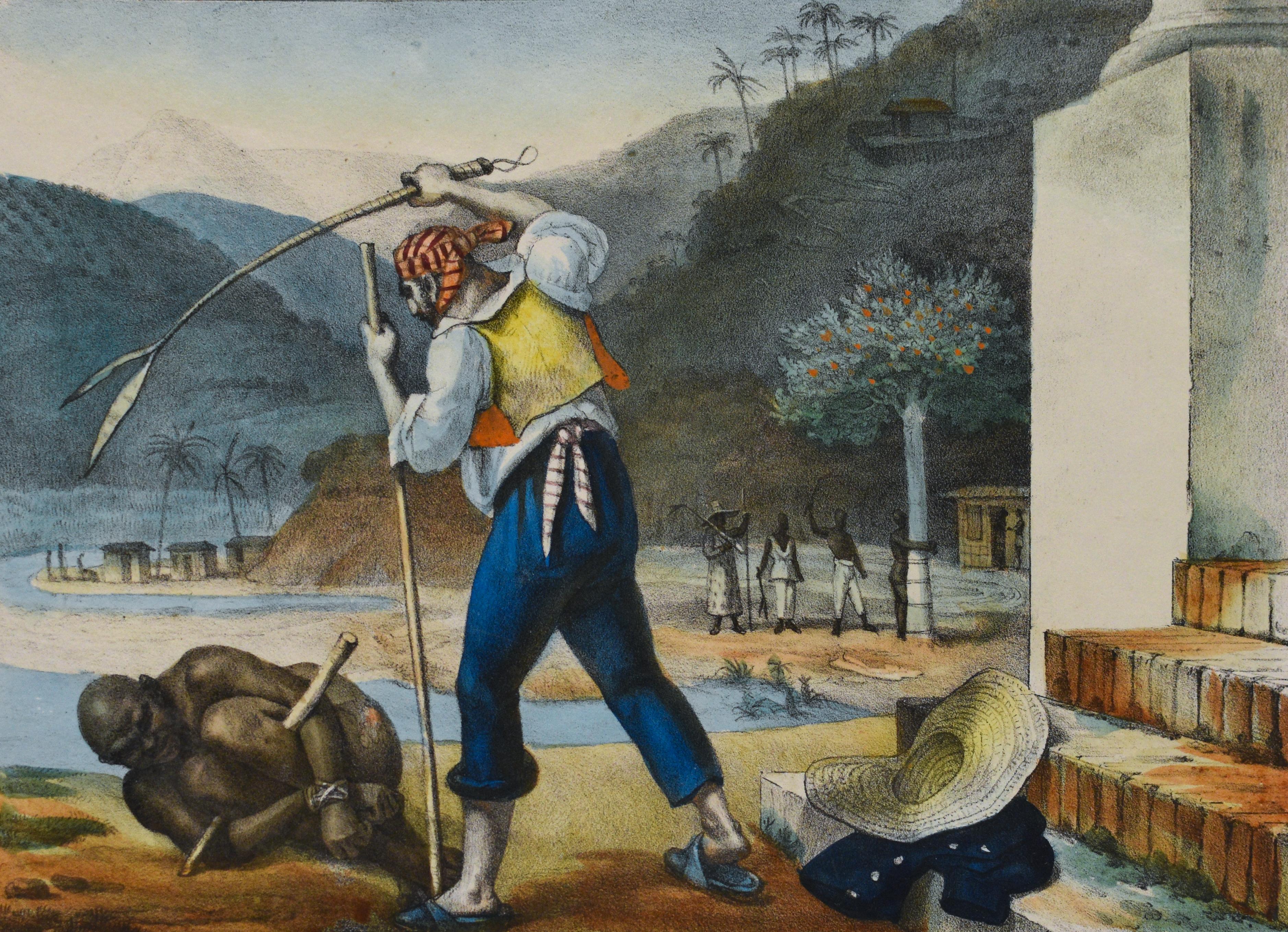
ناظران کشت و زرع در حال تنبیه بردگان سیاه‌پوست
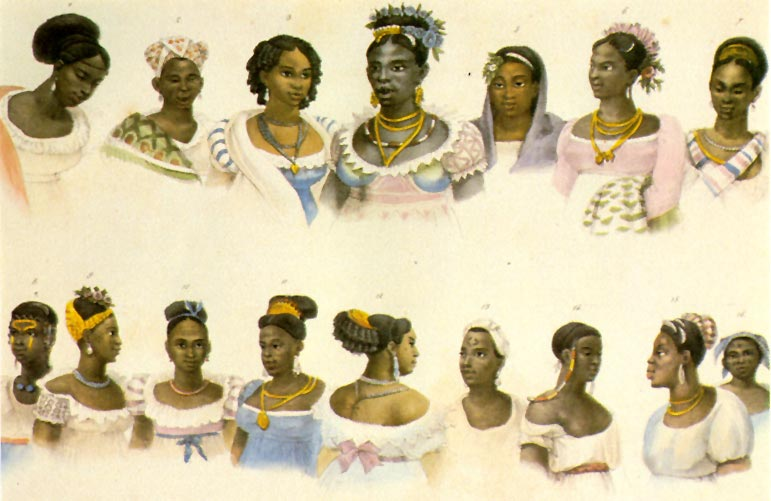
زنان سیاهپوست (۱۸۳۵)
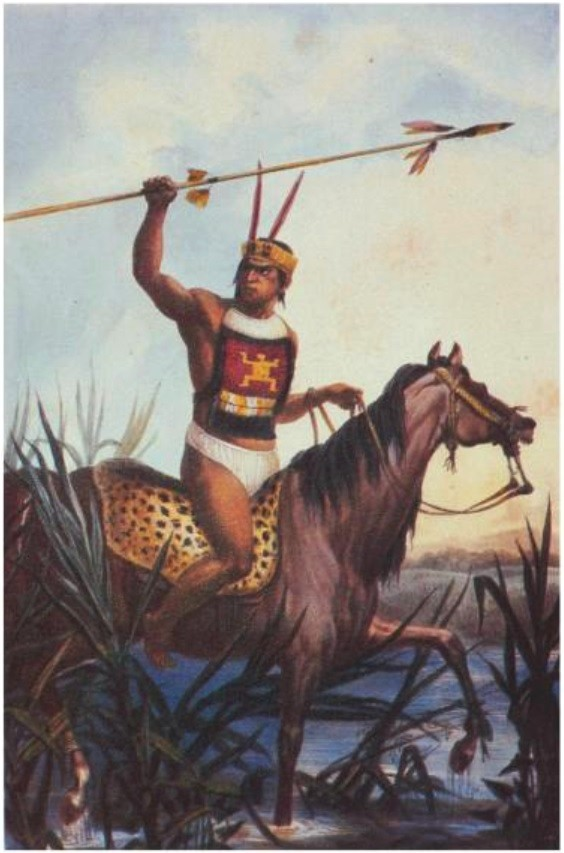
جنگجوی بومی
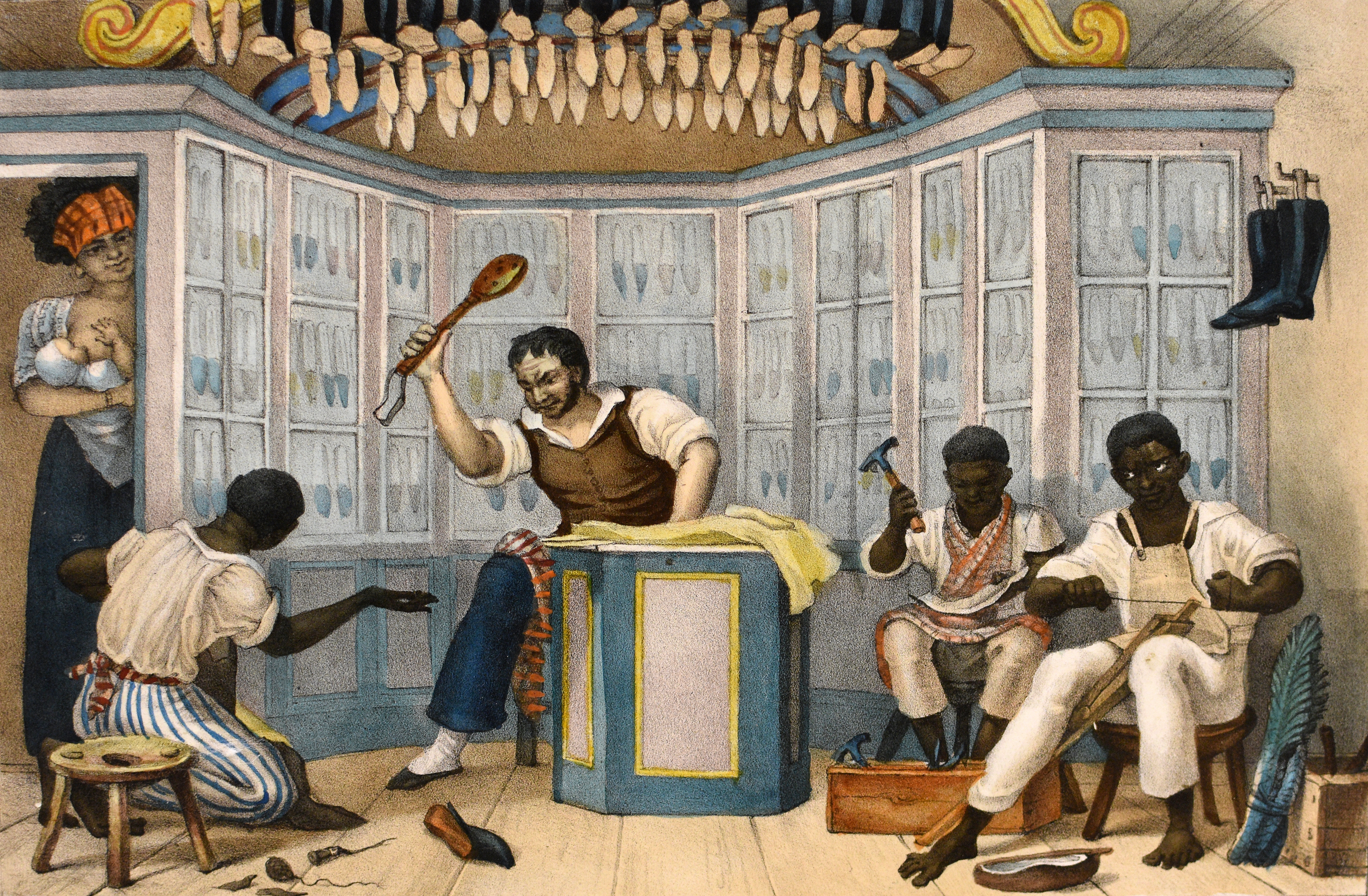
تنبیه بردهٔ کم‌کار در کارگاه کفش‌سازی